# Ricky Berens
Richard "Ricky" Berens (ur. 21 kwietnia 1988 w Charlotte) – amerykański pływak specjalizujący się w stylu dowolnym, mistrz olimpijski, mistrz świata.
Do największych sukcesów pływackich Berensa zalicza się zdobycie dwóch złotych medali igrzysk olimpijskich. Pierwszy zdobył w 2008 roku w Pekinie w sztafecie 4 × 200 m stylem dowolnym, a drugi cztery lata później w Londynie w tej samej konkurencji. Ponadto w Londynie Amerykanin wywalczył srebrny medal w sztafecie  4 × 100 m stylem dowolnym.
Na mistrzostwach świata Berens wywalczył trzy złote medale, w Rzymie w sztafetach 4 × 100 m i 4 × 200 m stylem dowolnym oraz w 2011 roku w Szanghaju w sztafecie 4 × 200 m stylem dowolnym. W 2010 roku w Dubaju podczas mistrzostw świata na krótkim basenie Amerykanin był w składzie sztafety, która zajęła drugie miejsce na 4 × 200 m stylem dowolnym.